# Gál Ferenc (teológus)
Gál Ferenc (Pácin, Zemplén vármegye, 1915. március 14. – Budapest, 1998. július 25.) római katolikus pap, teológiai doktor, egyetemi tanár.

## Élete
A teológiát Rómában a Collegium Germanicum et Hungaricum növendékeként végezte, 1939. október 29-én pappá szentelték, 1940-től Bodrogkeresztúron, 1941-től Szerencsen káplán, a Pázmány Péter Tudományegyetem teológia doktora. 1942-től Kassán püspöki szertartó s a Hittudományi Főiskola tanára. 1946-tól Szerencsen hitoktató, 1949-től Göncön plébános, 1955-től Egerben teológia tanár, 1959 és 1986-os nyugdíjazása között Budapesten a Hittudományi Akadémia dogmatika professzora. Sík Sándor után Szörényi Andorral, majd egyedül folytatta az Egyetemi templomban a sokakat vonzó adventi és nagyböjti konferenciabeszédeket. A felsőkrisztinavárosi plébánián lelkipásztor. 1965-től címzetes prépost, 1990-től a Pázmány Péter Katolikus Egyetem rektora. Nevét a ma négy karú Gál Ferenc Egyetem viseli: "Az intézmény 2008-ban vette fel Gál Ferenc egykori dogmatikaprofesszor nevét, aki a Pázmány Péter Katolikus Egyetem első rektora volt, és kivételes személyisége máig hat az oktatásra, a papképzésre, a magyar katolikus egyházra."

## Művei
- XI. Pius pápa teológiája. Kassa, Szent Erzsébet kiadó, 1941.
- Katolikus hittételek. Budapest, Szent István Társulat, 1960.
- Idő az örökkévalóságban. Budapest, Szent István Társulat, 1963.
- A hit ébresztése. Budapest, Szent István Társulat, 1966.
- Az üdvtörténet misztériumai. Budapest, Szent István Társulat, 1967.
- Zsinat és korforduló. Budapest, Szent István Társulat, 1968.
- Istenről beszélünk. Budapest, Szent István Társulat, 1969.
- A teremtett és a megváltott ember. Budapest, Szent István Társulat, 1970.
- A kinyilatkoztatás fényében. Budapest, Szent István Társulat, 1971.
- Jézus Krisztus, a Megváltó. Budapest, Szent István Társulat, 1972.
- Teológus az Egyházban. Budapest, Szent István Társulat, 1974.
- Az örök élet reménye. Budapest, Szent István Társulat, 1975.
- Úton a teljesség felé. Budapest, Szent István Társulat, 1977.
- Beszélgetések az evangéliumról. Budapest, Szent István Társulat, 1980.
- Az Egyház kegyelmi rendje (Dogmatika jegyzet) Budapest, 1981.
- Az Apostolok Cselekedeteinek olvasása. Budapest, Szent István Társulat, 1982.
- Jézus kereszthalála és feltámadása (Rózsa Hubával). Budapest, Szent István Társulat, 1982.
- A Szentlélek kiáradása. Budapest, Szent István Társulat, 1986.
- János evangéliuma. Budapest, Szent István Társulat, 1987.
- Aquinói Szent Tamás filozófiája és teológiája (Bolberitz Pállal). Budapest, Ecclesia, 1987.
- Dogmatika I. Budapest, Szent István Társulat, 1990.
- Dogmatika II. Budapest, Szent István Társulat, 1990.
- Pál apostol levelei. Budapest, Szent István Társulat, 1992.
- A jelenések könyve. Agapé, 1994.
- A kereszténység mint vallás, Jel, 1996.

Önálló kötetei mellett számos tanulmánya, cikke jelent meg.

## Ajánlott irodalom Gál Ferencről
- Bolberitz Pál: Gál Ferenc a pap és teológus, Communio 6 (1998) 3-9.
- Fila Béla: A homályból a világosságba, Gál Ferenc emlékére, Új Ember 54 (1998) 7.
- Fila Béla: Gál Ferenc dogmatikája, Távlatok 42. (1998) 655-661.
- Fila Béla: Teológus az egyházban, Teológia 32 (1998) 1-13.
- Kiss Antal: Alkotni csak békében lehet… Napi Magyarország 2 (1998) 80. 15.
- Kiss Antal: Legszebb éveim, utolsó interjú Gál Ferenccel, a Pázmány Péter Katolikus Egyetem volt rektorával, Új Ember 54 (1998) 7.
- Széll Margit: A teológia szolgálatában, Gál Ferenc, a dogmatika professzora 80 éves, Jel 7 (1995) 92-95.

### A Teológia folyóiratban megjelent cikkek Gál Ferencről
- Dolhai Lajos: Gál Ferenc szentségtana, 26-31. p. In: Teológia, 2016. 1–2. sz. (megemlékezés)
- Török József: Gál Ferenc emlékezete, 109-111. p. In: Teológia, 2016. 1–2. sz. (teológiai munkássága szentségtani részének elemzése)